# Яр (Талицкий муниципальный округ)
Яр — село в Талицком городском округе Свердловской области России.

## Географическое положение
Село Яр находится на расстоянии 14 километров (по автодороге — 23 километра) к западу от города Талицы, на левом берегу реки Пышмы, ниже устья её левого притока — реки Куяр. На противоположном берегу Куяра, выше по течению Пышмы, расположено село Куяровское. Севернее Яра проходит железнодорожная ветка Екатеринбург — Тюмень Транссибирской магистрали. Возле села расположен остановочный пункт 2010 км Свердловской железной дороги. За железной дорогой, северо-западнее Яра и вфше по течению Куяра, находится соседняя деревня Ососкова. В  2 километрах к северу от Яра проходит автодорога Р351 (Екатеринбург — Тюмень), или Сибирский тракт. К Сибирскому тракту от села ведёт подъезная дорога длиной в 2,5 километра. Между Яром и Ососковой через железную дорогу построен переезд.
В соседнем Тугулымском городском округе (районе) тоже есть село Яр, которое расположено на берегу реки Пышмы.

## Население
| 2002 | 2010 | 2021 |
| ---- | ---- | ---- |
| 954  | ↘914 | ↘761 |